# Panchomys steppani
Panchomys steppani (Pardiñas, 1997) è un roditore estinto della famiglia dei Cricetidi, unica specie del genere Panchomys (Pardiñas, 1997), vissuto in Argentina.

## Descrizione
Questa specie è conosciuta soltanto attraverso delle parti della mandibola rinvenute in depositi risalenti al Pliocene in Argentina.